# Ханс Крамер
Ханс Крамер (на немски: Hans Cramer) е немски офицер, служил по време на Първата и Втората световна война.

## Биография

#### Ранен живот и Първа световна война (1914 – 1918)
Ханс Крамер е роден на 13 юли 1896 г. в Минден, Германска империя. Присъединява се към армията и през 1914 г. става офицерски кадет. Участва в Първата световна война и я завършва със звание лейтенант.

##### Между военен период
След войната служи в Райхсвера, където командва различни пехотни, кавалерийски и моторизирани подразделения.

#### Втора световна война (1939 – 1945)
Взема участие във Втората световна война. На 1 ноември 1940 г. е член на щаба на 10-а танкова дивизия, а на 22 март 1941 г. поема командването на 8-и танков полк. На 1 април 1942 г. е назначен за началник-щаб към генерала командващ моторизирани войски, а на 1 септември същата година заема този пост. Между 20 и 25 ноември 1942 г. е заместващ командир на 48-и танков корпус, а на 14 март 1943 г. получава командването на Немския африкански корпус.

##### Пленяване и смърт
Пленен е от британските войски на 16 май 1943 г., когато германските войски в Африка са окончателно разбити. Поради здравословни проблеми е пуснат и се завръща в Германия на 15 май 1944 г. Пленен е отново през май 1945 г. През 1946 г. е осовобден. Умира на 28 октомври 1968 г. в Хаусберге, Германия.

## Военна декорация
- Германски орден „Железен кръст“ (1914) – II (?) и I степен (?)
- Германски орден „Кръст на честта“ (?)
- Германски орден „Железен кръст“ (1939, повторно) – II (?) и I степен (?)
- Германска „Танкова значка“ (1941) – сребърна (4 октомври 1941)
- Германска „Значка за раняване“ (?) – черна (?)
- Орден „Германски кръст“ (?) – златен (?)
- Рицарски кръст (27 юни 1941)
- Германска „Пехотна щурмова значка“ (?)
- Орден „Германски кръст“ (1942) – златен (5 март 1942)